# ها سوک-جو
ها سوک-جو (انگلیسی: Ha Seok-ju؛ زادهٔ ۲۰ فوریهٔ ۱۹۶۸) بازیکن فوتبال اهل کره جنوبی است.
از باشگاه‌هایی که در آن بازی کرده‌است می‌توان به باشگاه فوتبال بوسان ای‌پارک، باشگاه فوتبال ویسل کوبه، باشگاه فوتبال پوهانگ استیلرز، و باشگاه فوتبال سرزو اوزاکا اشاره کرد.
وی همچنین در تیم‌های ملی فوتبال زیر ۲۳ سال کره جنوبی و کره جنوبی بازی کرده‌است.
وی در مسابقات کشوری و بین‌المللی در مجموع برندهٔ ۱ مدال برنز شده‌است.